# ビャチェスラフ・オレイニク
ビャチェスラフ・オレイニク（Vyacheslav Oleynyk、1966年4月27日 - ）は、ウクライナのレスリング選手。1996年アトランタオリンピックレスリンググレコローマンスタイル90kg級の金メダリストである。
オレイニクは、2000年シドニーオリンピックではグレコローマンスタイル85kg級に出場したが、予選リーグで敗退した。

## 実績
- オリンピック
  - 1996年アトランタオリンピック 金メダル
- 世界選手権
  - 2位 1994年
  - 3位 1990年
- ヨーロッパ選手権
  - 優勝 1994年
  - 3位 1995、1996年